# 天长市炳辉中学
天长市炳辉中学，简称炳辉中学，是安徽省天长市的一所高级中学，为安徽省示范高中。

## 校史
学校创建于1997年，为纪念罗炳辉将军诞辰100周年，由天长市政府创办。1999年1月，安徽省教育委员会正式发文批准创办“天长市炳辉中学”，张劲夫、汪道涵先后为学校题写校名。2003年4月，学校通过滁州市示范高中验收。2009年6月，学校被安徽省教育厅批准为安徽省示范高中。

## 现状
学校现有86个班级，4700多名学生。拥有教职工353人，其中高级教师129人，一级教师135人，拥有硕士研究生学位5人，安徽省特级教师1人，安徽省教坛新星2人。

## 历任校长
- 闵济林（1997—2010.8）
- 夏保华（2010.9—2015.8）
- 朱长江（2015.8—今）

### 其他
1. （页面存档备份，存于）
2. （页面存档备份，存于）
3. （页面存档备份，存于）
4. （页面存档备份，存于）
5. （页面存档备份，存于）
6. （页面存档备份，存于）